# 魯恩市鎮

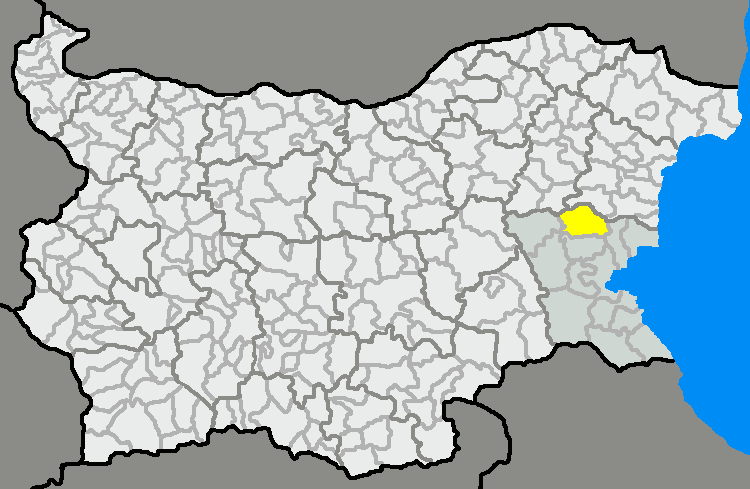

魯恩市，是保加利亞的城鎮，位於該國東南部，由布爾加斯州負責管轄，首府設於魯恩，面積689.94平方公里，2011年人口29,101，人口密度每平方公里42人。